# Wacław Kleck
Wacław Kleck (ur. 29 maja 1901 w Bedlnie k. Kutna, zm. 17 września 1939 w Żukówce pod Sochaczewem w Bitwie nad Bzurą) – polski urzędnik, działacz związkowy, działacz turystyki górskiej Polskiego Towarzystwa Tatrzańskiego (PTT) w Łodzi, uczestnik wojny obronnej 1939.

## Życiorys
Był pracownikiem Zarządu Miejskiego w Łodzi; ostatnio kierownikiem Wydziału Opieki Społecznej. Przez kilka lat był prezesem Związku Zawodowego Pracowników Samorządowych Chrześcijańskiego Zjednoczenia Zawodowego. Od 1937 był kuratorem Domu Ludowego Stowarzyszenia Robotników Chrześcijańskich w Łodzi.
Członkiem PTT został w 1923 i rozpoczął aktywną działalność w Oddziale Łódzkim. Szczególnie przyczynił się do rozwoju narciarstwa. Był współzałożycielem, członkiem zarządu, a od 1934 przewodniczącym Sekcji Narciarskiej oddziału Łódzkiego PTT. Uprawiał również taternictwo.
Był członkiem Zarządu Związku Oficerów Rezerwy. Na stopień porucznika został mianowany ze starszeństwem z 19 marca 1939 i 1613. lokatą w korpusie oficerów rezerwy piechoty.
W czasie kampanii wrześniowej 1939 walczył, jako adiutant I batalionu 29 pułku piechoty. Poległ 17 września 1939 w Żukówce. Pochowany pierwotnie na cmentarzu w Sochaczewie-Trojanowie, w nieznanym czasie rodzina przeniosła zwłoki na jeden z kaliskich cmentarzy (mogiła indywidualna). Symboliczna tablica znajduje się na grobie rodzinnym na cmentarzu przy ul. Rzgowskiej w Łodzi. Jego nazwisko widnieje też na tablicy poświęconej pamięci pracowników Zarządu Miejskiego w Łodzi poległych i pomordowanych podczas II wojny światowej, wmurowanej w holu Urzędu Miasta Łodzi.
Był pierwszą wśród łódzkich taterników, turystów górskich ofiarą II wojny światowej.